# Aphyllodium hispidum
Aphyllodium hispidum är en ärtväxtart som först beskrevs av Anton Karl Schindler, och fick sitt nu gällande namn av Hiroyoshi Ohashi. Aphyllodium hispidum ingår i släktet Aphyllodium och familjen ärtväxter. Inga underarter finns listade i Catalogue of Life.